# Sonid Youqi
Sonid Zuoqi (prawa chorągiew Sonid; chiń. 苏尼特右旗; pinyin: Sūnítè Yòu Qí) – chorągiew w północnych Chinach, w regionie autonomicznym Mongolia Wewnętrzna, w związku Xilin Gol. W 1999 roku liczyła 68 169 mieszkańców.